# Princess’s Theatre

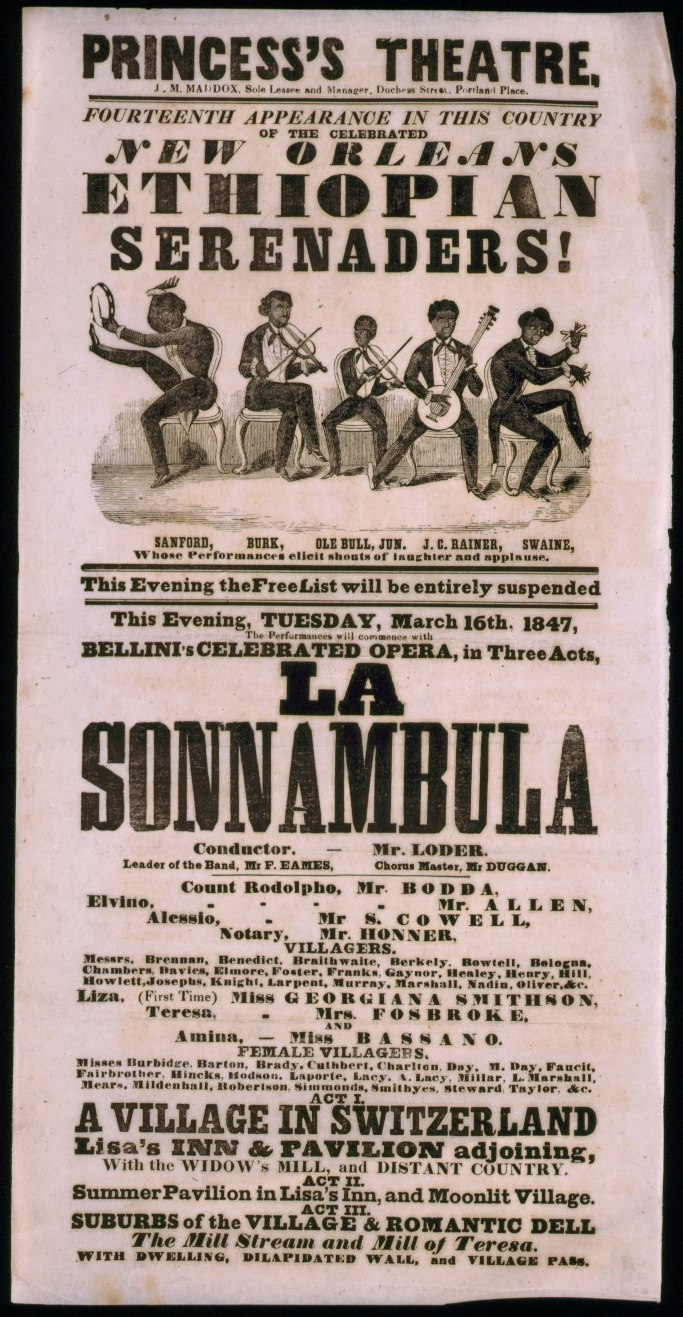
1847 Plakat für das Prinzessinnentheater

Das Princess's Theatre oder Princess Theatre war ein Theater in der Oxford Street, London. Das Gebäude wurde 1828 als „Queen's Bazaar“ eröffnet und beherbergte ein Diorama von Clarkson Stanfield und David Roberts. Es wurde in ein Theater umgewandelt und 1836 als Prinzessinnentheater eröffnet, benannt nach der damaligen Prinzessin Victoria vor ihrem Aufstieg als Königin. Nach einer erfolglosen Reihe von Promenadenkonzerten wurde das Theater nach Änderungen am Innenraum am 26. Dezember 1842 mit Vincenzo Bellinis Oper La sonnambula wiedereröffnet. Die inzwischen unter der Leitung von John Medex Maddox stehende Bühne präsentierte Opern und Shows wie General Tom Thumb.
Das Theater ist vor allem durch Charles Keans Shakespeare-Revivals in Erinnerung geblieben, die von 1849 zehn Jahre lang dargeboten wurden. Kean präsentierte sowohl diese in verschwenderischen und gut recherchierten „authentischen“ Produktionen als auch französische Dramen. Dion Boucicault wurde der Hauptdarsteller des Theaters, und Ellen Terry und Henry Irving debütierten hier. Danach präsentierte das Theater hauptsächlich Melodramen. H. J. Byron schrieb eine Reihe von Weihnachts-Pantomimen für das Theater, beginnend 1859 mit Jack the Giant Killer, or, Harlequin, King Arthur und ye Knights of ye Round Table und im nächsten Jahr Robinson Crusoe oder Harlequin Friday und dem König der Karibikinseln! 1863 trat der kürzlich aus Kapstadt zurückgekehrte Sefton Parry als Cousin Joe in der Farce The Rough Diamond auf. 1864 wurde im Theater ein besonders beliebtes Drama namens The Streets of London aufgeführt. Das Theater wurde 1879–1880 abgerissen und wieder aufgebaut. Danach präsentierte das Theater weiterhin Melodramen, darunter The Lights o' London (1881) und The Silver King (1882).
1887 führte das Theater die von George Robert Sims geschriebene Farce Romany Rye durch die Kompanie von Gilbert Elliott auf; die Truppe tourte von dort zum Theatre Royal, Exeter, wo die Eröffnungsnacht zum Exeter Theatre Royal-Feuer führte, das mit 186 Todesopfern die schwerste Katastrophe der britischen Theatergeschichte wurde.

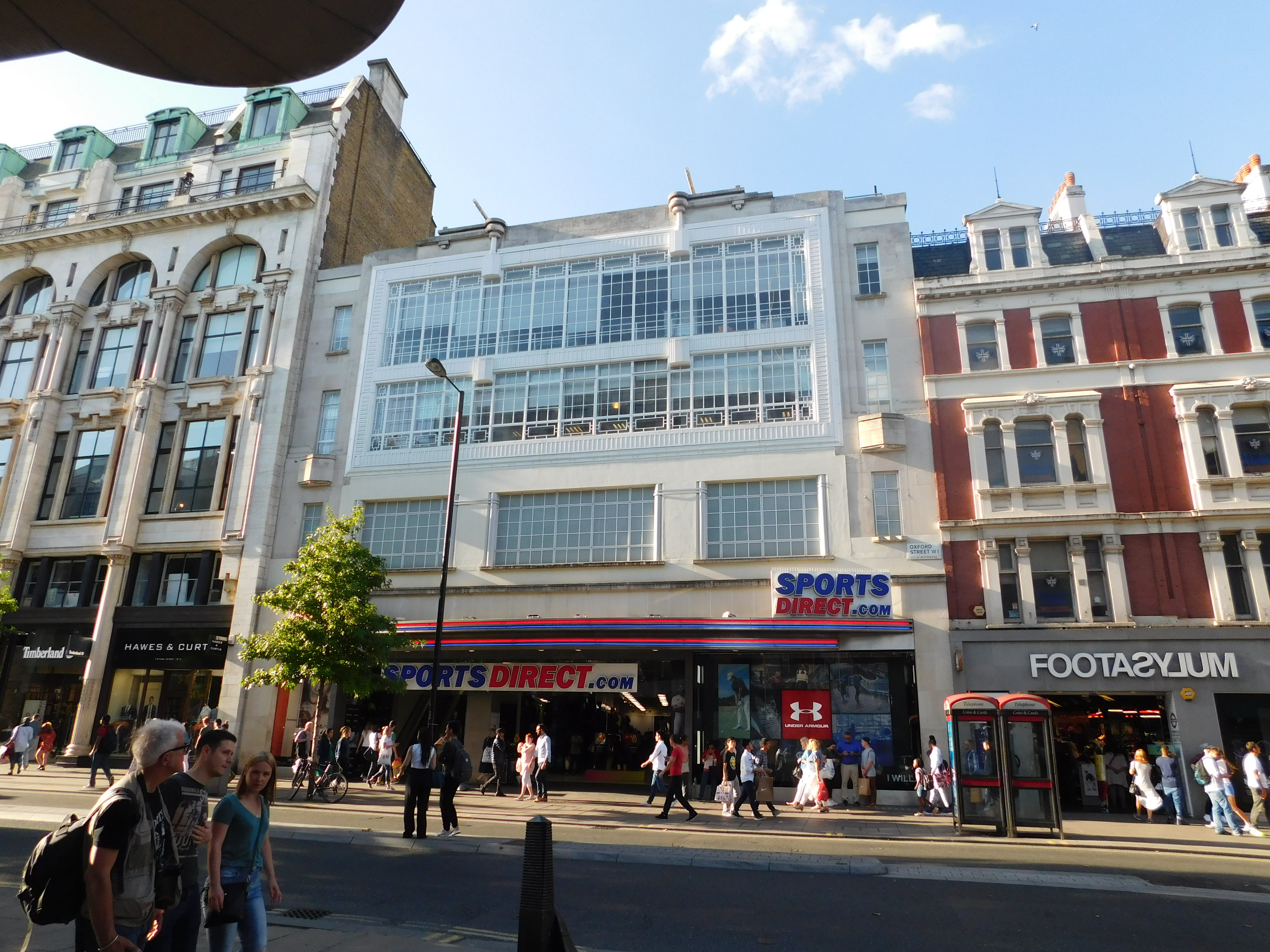
Princess House steht seit 1931 auf dem Gelände des Theaters.

Das Theater wurde 1902 nach seinem letzten Erfolg, The Fatal Wedding von Theodore Kremer, endgültig geschlossen, und das Gebäude wurde zu einem Lagerhaus. Es wurde 1931 abgerissen und durch das Art-déco-Prinzessinnenhaus (in der Oxford Street 150) ersetzt. Dieser beherbergte zunächst ein Woolworths-Geschäft, später (1986) das Flaggschiff-HMV-Geschäft, das 2014 geschlossen und durch ein Sports Direct-Geschäft ersetzt wurde.